# Прямоволосник голоустий
Прямоволосник голоустий (Orthotrichum gymnostomum) — вид мохів порядку прямоволосникальних (Orthotrichales).

## Поширення
Батьківщиною є Європа, Північна Америка.
Населяє кору листяних дерев; від низьких до помірних висот (0–200 м).

## Характеристика
Рослини 0.4–1.2 см. Стеблові листки в сухому стані прямовисно-притиснуті, яйцюваті чи яйцювато-довгасті, 2–2.8 мм; краї цілі; верхівка від округлої до тупої. Спеціалізоване нестатеве розмноження гемами на придатковій поверхні листків. Статевий стан дводомний. Коробочкові ніжки 0.5 мм. Коробочка занурена, довгаста, 1.8 мм, у сухому стані помірно 8-ребриста. Спори 18–20 мкм.